# Bilshausen
Bilshausen est une municipalité allemande du land de Basse-Saxe et l'arrondissement de Göttingen.

## Personnalités liées à la ville
- Elisabeth Wiese (1859-1905), tueuse en série née à Bilshausen.